# ある機関助士
『ある機関助士』（あるきかんじょし）は、1963年（昭和38年）の日本国有鉄道（国鉄）企画、岩波映画製作所製作の日本映画である。

## 概要
1962年（昭和37年）5月3日、国鉄常磐線三河島駅構内で発生した列車脱線多重衝突事故「三河島事故」の影響から、国鉄の安全性への取り組みを宣伝するため、国鉄によって企画され、岩波映画製作所によって制作された映画である。のちに水俣病のドキュメンタリー映画で大きな業績を残した土本典昭が記録映画監督としてデビューした作品でもある。映画が企画された当時は17社もの入札があり、このドキュメンタリー映画が入札に入ったことには土本も大変驚いたという。
当初は三河島事故の一掃や国鉄の安全性（新型保安装置「ATS」の普及）をアピールする目的で一般的な宣伝映画を製作する予定で制作が進められていたが、「事故の原因は過密ダイヤにあり、労働者の実情を知らなければ国鉄を語ることは出来ない」と判断した土本の独断で、国鉄労働組合と話し合いや擦り合わせを行い協力を得た上で、世間から「事故の加害者」と糾弾されていた機関士と機関助士を主演に採用し、乗務員職場の過酷な労働描写を主軸に置いた本格的なドキュメンタリードラマ映画に変更された。土本自身も乗務員の仕事の本質を理解するため、2日間ほど実際の機関助士の訓練を受けて事故を起こした常磐線の取材と体験乗務を行っている。撮影は国鉄やスポンサー企業からの潤沢な資金を元に行われ、常磐線のほか水戸機関区（現在のJR東日本・水戸運輸区）や尾久機関区（現在のJR東日本・尾久車両センター）、中央鉄道学園、青梅線（東中神駅付近）など様々な場所で行われた。国労や各職場からの協力もあり、中央鉄道学園での乗務員講習シーンや鴨宮モデル線を走る新幹線試運転のシーンも撮影された。そのため、撮影は1962年（昭和37年）10月25日のクランクインから1963年（昭和38年）2月16日のクランクアップまで約4ケ月間もの長期間に渡って行われた。
その結果、本作に俳優は一切使われず、現役の鉄道乗務員を主役にし、他の出演者もほぼ全員が現役の国鉄職員という異例の作品となった。また、現場のリアルな労働環境を撮影した公開鉄道映画はこの当時は過去に例がなく、それまでの鉄道映画には無かった斬新さと新鮮さで大きな話題となり、数々の賞を受賞したほか、映画評論家の荻昌弘も『週刊朝日』のコラムで本作品を大絶賛している。
記録映画、宣伝映画として名高い当作品だが、撮影当時の常磐線の上野 - 水戸間を走る客車列車はほぼ全てが電気機関車牽引の運行に置き換えられていたため、出演者の乗務シーンは一部のシーンを除いては定期運行されている実際の旅客列車での撮影ではなく、撮影のために蒸気機関車を単機で臨時運行し、土本による台本や台詞など綿密な企画によって制作された。そのため、本来のSL旅客列車の走行シーンや水戸駅での乗務員交代シーン、水戸駅構内の貨車入換シーン、上野駅のシーンなどは実際の定期旅客列車や駅構内風景などを別撮りで撮影したものを収録、採用している。土本やカメラマンの根岸が残した資料は遺族の手で保存され、2009年（平成21年）には東京国立近代美術館フィルムセンターでの展覧会「ドキュメンタリー作家 土本典昭」でも展示された。
本作品は制作依頼をした国鉄側の意向とは全く異なる内容の映画になっていたことや、普段は部外者が見ることが出来ない職場内部を鮮明に映していること、また、職員の過酷な労働環境の実態にも多く触れた内容であったため、試写会で作品の出来具合を観た国鉄当局の幹部は、大事故の直後であったことや国鉄改革の低迷、職員のプライバシー、協力職場以外からの職員の反発、映画公開による三河島事故遺族や世間の感情悪化などを憂慮して本作品の一般公開に難色を示し公開を見送る予定でいたが、土本が事前に国鉄労働組合本部や各職場から撮影許可を得ていて、大半の組合員、職場側も公開を容認していたことや世間から高い評価を受けて様々な賞を受賞したことなどから、最終的に一般公開に踏み切っている。

## あらすじ
この作品の主役である中島機関士と小沼機関助士の一日の勤務を追った内容となっている。
舞台は電化の遅れていた常磐線取手駅以北。1962年（昭和37年）のある日、中島と小沼はC62形蒸気機関車が牽引する急行「みちのく」に乗務していた。この日は朝8時頃に職場となる尾久機関区に出勤し、上野駅 - 水戸駅間を急行「みちのく」で1往復乗務したのち機関車を尾久機関区へ回送し、夜20時頃に退勤する日勤乗務である。午前中の青森行き下り急行「みちのく」11列車はダイヤ通り正確に走って水戸駅に定着し、2人は夕方まで水戸機関区内でゆっくり休息をとることができた。
しかし、夕方の水戸駅17時27分発の上野行き上り急行「みちのく」12列車が水戸駅に3分延着した。取手駅 - 上野駅間の電車（国電）区間（現在の常磐快速線区間）は既に夕方の帰宅ラッシュで過密ダイヤになっているゆえに遅延回復が不可能なため、取手駅到着前までに列車の遅れを回復して定時運行に戻さなくてはならず、一挙に緊迫した苦しい運転を強いられることとなった。水戸駅 - 上野駅間、許された最高速度は徐行区間を除いて95 km/hまでであり、信号機の数は150、踏切の数も300ほどある。何が起こるかわからない緊張の1時間40分、1つのミスや誤りも許されない過酷な状況の中、2人は息の合った正確な作業で回復運転を行い、少しずつ遅れを取り戻していく。
その他に水戸駅での到着における引き継ぎ、水戸機関区での他の機関士との休憩時間、国鉄労働医学研究室が中島の乗務でテストした乗務中の身体調査に基づいた労働環境の資料作成の解説、小沼の鉄道研修所における3か月半の訓練生生活の思い出や、蒸気機関車から電気機関車、電車へと移り行く動力近代化と、それにともない廃止されることが確実な蒸気機関車、そしして過酷な勤務を追ったドキュメンタリー作品である。
また、三河島事故の当該車両であり大破した状態で留置されているD51 364の姿も収録されている。

## キャスト
- 中島 鷹雄 機関士：東京鉄道管理局尾久機関区所属
- 小沼 慶三 機関助士：水戸鉄道管理局水戸機関区所属

ナレーションは当時23歳の小沼が担当している。小沼は1958年（昭和33年）に国鉄入局後、水戸駅構内の貨車入れ換え作業、水戸機関区の庫内（蒸気機関車の整備、清掃）作業、機関車入れ換え作業担当などに従事し経験した後に1959年（昭和34年）9月15日に水戸機関区の機関助士職を拝命した。水戸機関区長からこの映画への出演依頼が来たのは1962年（昭和37年）秋で、その時には既に機関士職への昇格が内定していた。映画の出演シーンの撮影が一通り終わった後の1963年（昭和38年）1月17日に機関士訓練生（見習い）として機関士科に入所し、同年10月19日に水戸機関区の機関士職に昇格した。もう1人の主役である中島は尾久機関区でも特に優秀な機関士で、当時の同機関区におけるエース的存在であった。

## その後
小沼は1967年（昭和42年）3月9日まで水戸機関区の機関士職を務めたのち、同年3月11日に勝田電車区に赴任し、長らく常磐線の電車運転士として乗務した。乗務職から退いた後も様々な部署に勤務し、1987年（昭和62年）4月の国鉄分割民営化で東日本旅客鉄道（JR東日本）に継承された後は平駅（現在のいわき駅）駅長を歴任し、定年退職まで勤め上げた。
映画の公開から44年が経過した2007年（平成19年）、水戸機関区跡に建てられたホテルで記録映画の同窓会が開催された。この同窓会は4月14日にNHK-BSで「記録映画同窓会 鉄路の誇りは今も 〜映画「ある機関助士」〜」として放送され、監督の土本や当時68歳であった小沼、その他水戸機関区に所属していた元機関士などが出演した。この同窓会の開催にあたり、もう1人の出演者である中島にも知らせるためにスタッフや国鉄OBなどが中島の家族や親族に連絡を取るなどして消息を調べたものの、本人が既に死去していた事が判明し、参加や番組共演は叶わなかった。
その後、2021年（令和3年）3月22日発売の「蒸気機関車EX Vol.44」（イカロス出版刊）において、小沼が記していた乗務記録を元に当時の常磐線を振り返るという趣旨の特集記事が組まれ、同時に小沼が2020年（令和2年）3月に死去していたことが明かされた。

## スタッフ
- 監督：土本典昭
- 脚本：土本典昭
- 製作：小口禎三
- 撮影：根岸栄
- 録音：安田哲男
- 照明：松橋仁之、山本茂樹
- 演出助手：泉田昌慶、岩佐寿弥
- 撮影助手：西山東男、奥村義博
- 録音助手：岡本光司
- 照明助手：重田清三
- 製作係：深井一二
- 進行：山崎耕一郎
- 音楽：三木稔
- 解説：大田正孝

## 受賞歴
- 第18回芸術祭文部大臣賞
- 教育映画祭一般教養映画最高賞
- 日本紹介映画コンクール銀賞
- キネマ旬報短編ベストテン第1位
- 第14回（1963年）日本映画ブルーリボン賞教育文化映画賞
- 第18回毎日映画コンクール教育文化映画賞
- ベルリン映画青年文化賞
- 日本産業映画コンクール奨励賞